# Orlik Aerobatic Team
Das Orlik Aerobatic Team (Zespół Akrobacyjny „ORLIK“) ist eine Kunstflugstaffel der polnischen Luftwaffe, die im Jahr 1998 gegründet wurde.
Der Name „Orlik“ kommt von dem Namen des Flugzeugs PZL-130, das durch das Team eingesetzt wird.